# 곡산군
곡산군(谷山郡)은 조선민주주의인민공화국의 황해북도 북동부에 있는 군이다.

## 지리

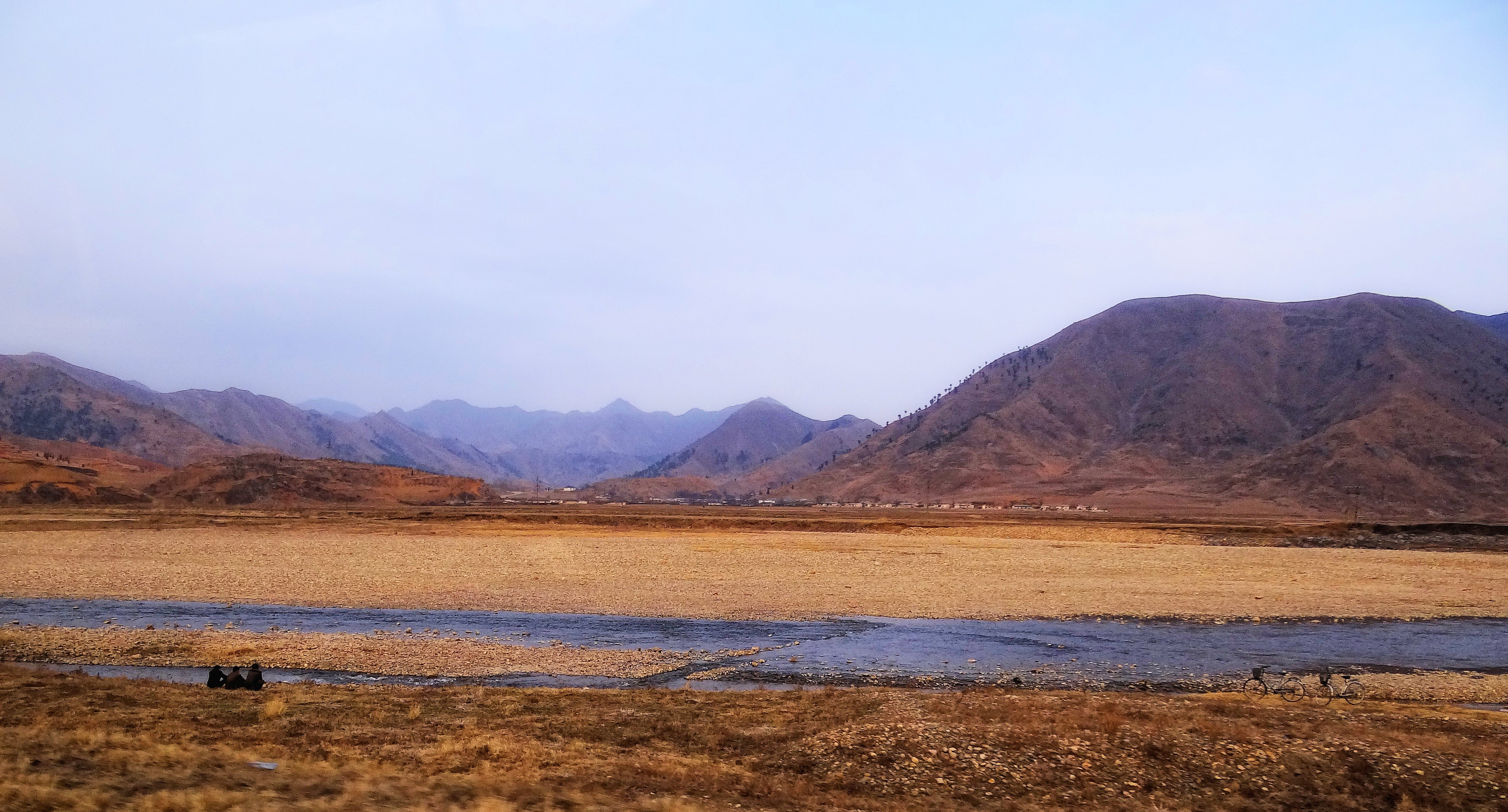
곡산천

북부는 신평군, 동부는 강원도 판교군, 남부는 신계군, 서부는 수안군과 잇닿아 있다. 
상류는 곡산천이었으나 제4기 하세에 신계곡산 일대에서 현무암이 분출되어 용암대지가 형성되면서 물길이 막혀 대동강의 지류 남강으로 흘러들게 되었으며 따라서 례성강의 규모는 작아졌다.

## 역사
| Daedongyeojido (Gyujanggak) 09-03.jpg | Daedongyeojido (Gyujanggak) 09-02.jpg |
| Daedongyeojido (Gyujanggak) 10-04.jpg | Daedongyeojido (Gyujanggak) 10-03.jpg |

곡산(谷山)은 황해도 북동단에 위치하는 지명으로, 본래 고구려의 십곡성(十谷城)인데 통일신라 경덕왕이 진서(鎭瑞)로 고쳤고 고려초에 곡주(谷州)로 개칭하였다. 조선이 건립된 후 1393년(태조 2년)에 신덕왕후 강씨의 고향이라 하여 곡산이라 개칭하였다. 조선 1895년에 곡산군이 되었으며, 별칭은 덕둔홀, 고곡, 진서, 상산 등이다.
《세종실록지리지》에는 곡산군의 토성(土姓)으로 우(禹)·노(盧)·강(康)·한(韓)·용(龍)·연(延) 6성이 기록되어 있다.
주변의 수안군과 함께 일찍이 천도교가 전파된 지역으로, 천도교 곡산교구는 1914년 대교구제가 실시되면서 수안교구·신계교구와 함께 서흥대교구에 편제되었다. 곡산군의 만세운동은 천도교 계통으로 독립선언서가 전달되면서부터 시작되었다.
해방전의 곡산군은 12개 면과 69개 리로 구성됐다. 1952년 12월에 곡산면, 청계면, 운중면, 도화면과 서촌면의 3개 리, 동촌면의 2개리, 신계군의 촌면을 합병해 곡산군(곡산읍, 17개 리)을 구성했다.

## 행정 구역
1읍(곡산읍)과 20리(송림리, 호암리, 문양리, 청송리, 고성리, 계수리, 초평리, 덕흥리, 룡암리, 동산리, 세림리, 사현리, 월양리, 서촌리, 무갈리, 계림리, 평암리, 률리, 오리포리, 현암리)가 있다.

## 교통
청년이천선이 위치해 있다.
- 평양원산고속도로

## 이북5도위원회의 곡산군
곡산군(谷山郡)은 황해도 북동부에 위치한 군으로, 면적 1,854.95km2에 12면 69리로 편제되어 있었다. 군청은 곡산면 능동리이다.
- 면사무소 소재지는 굵게 표기.

| 면             | 면적(km2) | 리 숫자 | 리(里)                                                                                             |
| -------------- | --------- | ------- | -------------------------------------------------------------------------------------------------- |
| 곡산면(谷山面) | 27.82     | 8       | 능동(陵洞) 남천(南川) 장림(長林) 송항(松項) 부평(富坪) 적성(赤城) 연하(蓮荷) 장(長)                |
| 도화면(桃花面) | 100.49    | 6       | 평원(平原) 산양(山陽) 월계(月溪) 현암(玄巖) 무릉(武陵) 갈천(葛天)                                  |
| 동촌면(東村面) | 253.67    | 5       | 한달(閑達) 귀락(貴洛) 이상(梨上) 이하(梨下) 오륜(五倫)                                             |
| 멱미면(覓美面) | 193.31    | 9       | 문암(文巖) 마하(摩訶) 상단(上端) 오류(五柳) 생왕(生旺) 송현(松峴) 두무(杜霧) 장양(長陽) 하단(下端) |
| 봉명면(鳳鳴面) | 171.73    | 4       | 신언(新彦) 조양(朝陽) 동천(桐川) 택인(擇仁)                                                        |
| 상도면(上圖面) | 220.17    | 6       | 웅담(熊潭) 지경(地境) 대동(大同) 장암(將巖) 방동(坊洞) 희업(希業)                                  |
| 서촌면(西村面) | 65.53     | 4       | 도리포(桃李浦) 조인(助仁) 화천 (貨泉) 금성(錦城)                                                   |
| 운중면(雲中面) | 101.65    | 7       | 초평(草坪) 유촌(柳村) 완정(完井) 동포(洞浦) 우밀(右密) 문원(文原) 임계(林溪)                       |
| 이령면(伊寧面) | 221.68    | 4       | 추전(楸田) 난전(蘭田) 도음(陶陰) 거리소(巨利所)                                                    |
| 청계면(淸溪面) | 116.42    | 4       | 문양(文陽) 청송(靑松) 성곡(城谷) 고로(古老)                                                        |
| 하도면(下圖面) | 179.5     | 4       | 명탄(鳴灘) 미산(眉山) 횡천(橫川) 하남(河南)                                                        |
| 화촌면(花村面) | 197.3     | 8       | 광천(廣川) 도리(桃李) 청금(靑衿) 운암(雲巖) 청룡(靑龍) 봉산(蓬山) 장평(長坪) 무고(無故)            |